# Colobini
Colobini – plemię ssaków naczelnych z podrodziny gerez (Colobinae) w rodzinie koczkodanowatych (Cercopithecidae).

## Zasięg występowania
Plemię obejmuje gatunki występujące w Afryce.

## Systematyka
Do plemienia należą następujące występujące współcześnie rodzaje:
- Colobus Illiger, 1811 – gereza
- Piliocolobus Rochebrune, 1877 – gerezanka
- Procolobus Rochebrune, 1877 – pragereza – jedynym przedstawicielem jest Procolobus verus (van Beneden, 1838) – pragereza oliwkowa

Opisano również rodzaje wymarłe:
- Cercopithecoides Spuy Mollett, 1947[12]
- Kuseracolobus Frost, 2001[13]
- Libypithecus Stromer, 1913[14] – jedynym przedstawicielem był Libypithecus markgrafi Stromer, 1913
- Paracolobus R. Leakey, 1969[15]
- Rhinocolobus M. Leakey, 1982[16] – jedynym przedstawicielem był Rhinocolobus turkanaensis Leakey, 1982